# Basen Australijsko-Antarktyczny
Basen Australijsko-Antarktyczny (ang. Australian-Antarctic Basin, South Indian Basin) – basen oceaniczny Oceanu Południowego, położony pomiędzy Wyniesieniem Kergueleńskim a Grzbietem Australijsko-Antarktycznym. Ma około 4500 km długości i 1500 km szerokości. Jego średnia głębokość wynosi od 4000 do 5000 m, a maksymalna 6089 m (w pobliżu Wyniesienia Kergueleńskiego). Dno basenu ma pagórkowaty charakter, jednak w pobliżu wybrzeża Antarktydy, znaczące przestrzenie zajmują płaska równina abisalna.